# Raiffeisenbank Büchen-Crivitz-Hagenow-Plate
Die Raiffeisenbank eG (im Außenauftritt Raiffeisenbank eG Büchen-Crivitz-Hagenow-Plate) ist eine deutsche Genossenschaftsbank mit Sitz in der schleswig-holsteinischen Gemeinde Büchen im Kreis Herzogtum Lauenburg. Der Verwaltungssitz befindet sich in der mecklenburg-vorpommerischen Stadt Hagenow im Landkreis Ludwigslust-Parchim.

## Geschichte
Die heutige Raiffeisenbank eG wurde am 15. Dezember 1923 als Spar- und Darlehenskasse e. G. m. u. H. Büchen (eingetragene Genossenschaft mit unbeschränkter Haftpflicht) mit dem Sitz zu Büchen von 15 Personen gegründet. Dabei handelte es sich um Landwirte aus den umliegenden Orten Büchens und Mitglieder des Verbands der schleswig-holsteinischen landwirtschaftlichen Genossenschaften Kiel. Erster Vorstandsvorsitzender war Landwirt Heinrich Schütt aus Fitzen. Die Genossenschaft befasste sich mit der Verwaltung von Spargeldern, der Kreditgewährung, dem Verkauf landwirtschaftlicher Produkte und der Lieferung von Saatgut und Düngemitteln.  1963 folgte die Umwandlung in die Spar- und Darlehenskasse eGmbH. Im Jahr 1968 erfolgte die Verschmelzung mit der Spar- und Darlehenskasse Witzeeze eGmbH mit dem Sitz in Witzeeze, die bereits am 26. Januar 1912 gegründet wurde. 1974 firmierte die Spar- und Darlehenskasse eGmbH Büchen um in Raiffeisenbank eGmbH Büchen. Im Jahre 1978 kam es zur Verschmelzung mit der Raiffeisenbank eG mit dem Sitz in Müssen, die einst am 29. Juni 1896 gegründet worden war.
Mit der deutschen Wiedervereinigung im Jahre 1990 entstanden Kontakte zwischen der Raiffeisenbank eG Büchen und der Raiffeisenbank e.G. mit dem Sitz in Hagenow, die 1991 in der Fusion zur Raiffeisenbank e.G. Büchen-Hagenow mündeten. Die Raiffeisenbank e.G. Hagenow entstand zuvor durch die Fusion der Hagenower Filiale der „Bank für Landwirtschaft und Nahrungsgüterwirtschaft der DDR Hagenow eG – BLN“ und der Bäuerliche Handelsgenossenschaft Hagenow eG Hagenow („Vereinigung der gegenseitigen Bauernhilfe“) und Abtrennung der Warenabteilung in eine eigene Raiffeisen-Handelsgenossenschaft. Damit war die Raiffeisenbank eG als eine der ersten Genossenschaften überhaupt beidseits der ehemaligen innerdeutschen Grenze mit Standorten vertreten.
Im Jahre 1992 erfolgte die Verschmelzung der nun als Raiffeisenbank e.G. Büchen firmierenden Bank mit der Raiffeisenbank und Handelsgenossenschaft Plate e.G. mit dem Sitz in Plate (1890 als Spar- und Darlehenskassenverein e. G. m. u. H. gegründet) und der Raiffeisenbank und Handelsgenossenschaft Crivitz e.G. mit dem Sitz in Crivitz. 1995 erfolgte die Fusion mit der Warengenossenschaft in Möhnsen (gegründet 1908 als Landwirtschaftlicher Bezugsverein eGmuH, Möhnsen). Im gleichen Jahr eröffnete die Raiffeisenbank eG ihre Tankstelle in Pampow. 2012 wurden Teilbereiche der Raiffeisenwarengenossenschaft Brahlstorf erworben. Dadurch kamen der Raiffeisen-Markt in Lübtheen und die Tankstelle in Vellahn zur Raiffeisenbank eG hinzu. Am 30. Juni 2017 beschloss die Mitgliederversammlung aufgrund des Strukturwandels der vorhergehenden Jahre den Verkauf des Landhandels mit den Standorten in Müssen und Möhnsen. Die Märkte und Tankstellen werden weiterhin betrieben.

## Rechtsverhältnisse
Die Raiffeisenbank eG ist im Genossenschaftsregister beim Amtsgericht Lübeck unter GnR 3 SB eingetragen.

## Organisationsstruktur
Rechtsgrundlagen sind das Genossenschaftsgesetz und die durch die Mitgliederversammlung beschlossene Satzung. Organe der Bank sind der Vorstand, der Aufsichtsrat und die Mitgliederversammlung. Das höchste Organ der Genossenschaftsbank ist die Mitgliederversammlung, diese beschließt insbesondere den Jahresabschluss und wählt den Aufsichtsrat. Dieser bestellt wiederum den Vorstand. Neben dem Aufsichtsrat als Kontrollorgan fungiert der Genoverband e.V. als Prüfungsverband.

## Sicherungseinrichtung
Die Raiffeisenbank eG ist der amtlich anerkannten Sicherungseinrichtung des Bundesverbandes der Deutschen Volksbanken und Raiffeisenbanken GmbH und der zusätzlichen freiwilligen Sicherungseinrichtung des Bundesverbandes der Deutschen Volksbanken und Raiffeisenbanken e.V. angeschlossen.

## Geschäftsausrichtung
Die Raiffeisenbank eG eine regional tätige Universalbankgeschäft und gehört der Genossenschaftlichen FinanzGruppe Volksbanken und Raiffeisenbanken an. Im Verbundgeschäft arbeitet sie mit der DZ Bank, R+V Versicherung, Bausparkasse Schwäbisch Hall, Teambank, VR Smart Finanz, MünchenerHyp, Reisebank, DZ Privatbank, DZ Hyp und der Union Investment zusammen.

## Geschäftsgebiet
Das Geschäftsgebiet liegt im Südwesten des Kreises Herzogtum Lauenburg sowie im Westen des Landkreises Ludwigslust-Parchim.
An diesen Orten betreibt die Bank Filialen:
- Büchen (Hauptstelle, jur. Sitz)
- Hagenow (Geschäftsstelle)
- Crivitz (Geschäftsstelle)
- Pampow (Geschäftsstelle)
- Plate (Geschäftsstelle)
- Schwarzenbek (Geschäftsstelle)
- Lübesse (SB-Geschäftsstelle)
- Picher (SB-Geschäftsstelle)